# Melagodanahalli, Hassan
Melagodanahalli là một làng thuộc tehsil Hassan, huyện Hassan, bang Karnataka, Ấn Độ.